# Бургосский собор
Кафедра́льный собо́р в го́роде Бу́ргос (исп. Catedral de Burgos) — собор Богоматери в городе Бургосе, провинция Бургос, Испания. Кафедральный собор архиепархии Бургоса.
Был заложен как главный храм королевства Кастилия. 
Строительство собора началось 20 июля 1221 года указом короля Кастилии Фердинанда III на месте бывшего романского собора. Алтарь был освящён в 1260 году, после чего на протяжении 200 лет строительные работы не проводились. Завершение собора относят к 1567 году, когда был закончен шпиль над основным перекрытием. Главный фасад собора, большая часть которого построена в XIII веке, ориентирован на запад и посвящён Богоматери. Самый древний фасад — южный (1230-е годы), в скульптурной форме на нём изображён Христос в окружении апостолов и ангелов. Восточные апсиды были построены во времена ренессанса (в XV—XVI веках). В одной из них расположена Капелла коннетаблей, где захоронены коннетабль Веласко и его потомки.
Собор является наиболее ярким памятником испанской готики. Его гигантская аркада стала атрибутом храмов испаноязычного мира (особенно в Южной Америке).
В 1919 году в соборе был захоронен испанский национальный герой Сид Кампеадор и его жена Донья Химена. Здесь же с 2007 года находится Тисона — меч, предположительно принадлежавший Сиду. В 1984 году собор был объявлен ЮНЕСКО памятником Всемирного наследия.
В 2012 году  была выпущена памятная монета номиналом 2 евро тиражом в 8 млн экземпляров с изображением Бургосского собора.